# سوني إكسبيريا زد إل
سوني اكسبيريا زد ال (بالإنجليزية: Sony Xperia ZL)‏ هو هاتف ذكي من سوني موبايل كوميونيكيشنز يعمل بنظام أندرويد، تم طرحه في الأسواق في 2013.

## الخصائص
- نظام التشغيل: أندرويد
- الكاميرا الأمامية: 2.2 ميجابكسل
- الكاميرا الخلفية: 13.1 ميجابكسل
- الوزن: 151 غ (5.33 أونصة)
- المعالج: 1.5 جيجا هرتز رباعي النواة
- الذاكرة: 2 جيجابايت
- التخزين: 16 جيجابايت